# Den Olden Florus
Den Olden Florus of Kallenbroeker Molen (Callenbroecker molen) is een van de oudste nog aanwezige standerdmolens in Nederland en staat aan de Stoutenburgerweg 20 in Terschuur. Hoe oud de molen precies is, is onbekend. Zeker is echter dat deze er voor 1584 al stond. Zo kwam de molen in de goederen van de Hof van Callebroeck al voor in 1403 en in 1495 kwam de molen voor in de archieven van de Johanniter Orde.
Tot 1975 stond de molen bekend als de Kallenbroeker Molen, maar heeft daarna de nieuwe naam Den Olden Florus gekregen als eerbetoon aan de toenmalige eigenaar Flores Mulder
De Den Olden Florus is een gesloten standerd-korenmolen met een oude staartconstructie. De standerd is in het verleden open geweest.
Het is een zogenaamde grondzeiler: de punten van de wieken gaan bijna over de grond, ze kunnen vanaf de grond gekruid worden en de zeilen kunnen vanaf de grond op de wieken aangebracht worden.
De molen heeft een houten bovenas met een gietijzeren askop en een ijzeren pen. Het oudhollands gevlucht met oorspronkelijk houten roeden heeft nu ijzeren roeden. De gelaste, ijzeren roeden zijn van 1964 en bij de restauratie in 1965 gestoken.
De molen heeft twee koppel maalstenen, die op twee verschillende verdiepingen zitten. De achtermolen bestaat uit kunststenen en de voormolen uit blauwe stenen, waarvan de loper is opgegoten. De twee steenspillen worden door hetzelfde bovenwiel aangedreven. Het bovenwiel heeft aan de trapzijde 61 kammen en aan de borstzijde 75 kammen. De steek is 14 cm. Het maalkoppel aan de trapzijde, de voormolen, heeft een steenspil met 11 staven. Het maalkoppel aan de borstzijde, de achtermolen, heeft een steenspil met 13 staven. De overbrengingsverhoudingen zijn resp. 1 : 5,55 en 1 : 5,78.
De vang (rem) is een Vlaamse vang bestaande uit vijf stukken, die met scharnierende ijzers (maanijzers) met elkaar verbonden zijn. De vang heeft een evenaar en kan zowel buiten als binnen in de molen bediend worden. De evenaar zit verkeerd om, omdat anders de steenbalk voor het vangtouw in de weg zit. Om het bovenwiel zit een ijzeren hoep waar de vang op aangrijpt.
In de zijkanten van de kast zitten drie ronde windgaten, waardoor wind gaat waaien als de molen door een veranderende (ruimend of krimpend) wind niet meer precies op de wind staat. Met behulp van de kruibank wordt de molen op de wind gekruid, waarbij de kast met de staart op de standerd ronddraait.
De trap bestaat uit twee trapbomen, die doorlopen tot aan de hoekstijlen. De trap wordt hierdoor van onderen naar boven toe steeds breder. In het midden van de trap zit de staart en onderaan de trap zit de kruibank met kruilier.
Met behulp van het luiwerk, dat direct door het bovenwiel wordt aangedreven, worden zakken graan opgeluid (opgehesen). Het door het bovenwiel aangedreven wiel van het luiwerk wordt het varkenswiel genoemd. Aan de andere kant van de luias zit het gaffelwiel, waarmee met de hand opgeluid kan worden.
De molen staat in de buurtschap Kallenbroek bij Terschuur.
De molen is in 1965 en 1980 grondig gerestaureerd. In 1965 werd de kast op enkele vloerbalken na geheel vernieuwd en in 1980 zijn de standerd, steenbalk en bovenas vernieuwd en de ondertoren en kap met riet gedekt. Daarvoor was de kap gepotdekseld. Op de oude standerd kwamen de jaartallen 1635, 1651, 1703, 1709 en 1881 voor. De vangbalk stamt waarschijnlijk nog uit 1600.

## Eigenaren
- ........ - 1735 Gedeputeerden van het Kwartier van Veluwe
- 1736 - ....... Hermen Gerritsen Keyser
- ........ - 1753 Rijkje Lammerts, weduwe van Herman Gerritsen Keyser.
- 1753 - 1759 Jacob Nienhuis
- 1759 - 1765 Gerritje Hovekes, weduwe en erven
- 1765 - 1768 Cornelis van Dompselaar
- 1768 - 1807 Gijsbert Wilbrink
- 1808 - 1853 Petrus Wilbrink
- 1853 - 1872 H. Wilbrink
- 1872 - 1885 L. Wilbrink
- 1885 - 1924 E.F. Mulder
- 1924 - 1952 Firma E.F. Mulder & Zn.
- 1952 - 2008 Mulder B.V.
- 2008 - heden door Baan ondergebracht in een Stichting

## Openingstijden
Zaterdags van 10:00 tot 15:00 uur is de molen te bezichtigen en kunnen er in de winkel meelproducten gekocht worden.

## Fotogalerij

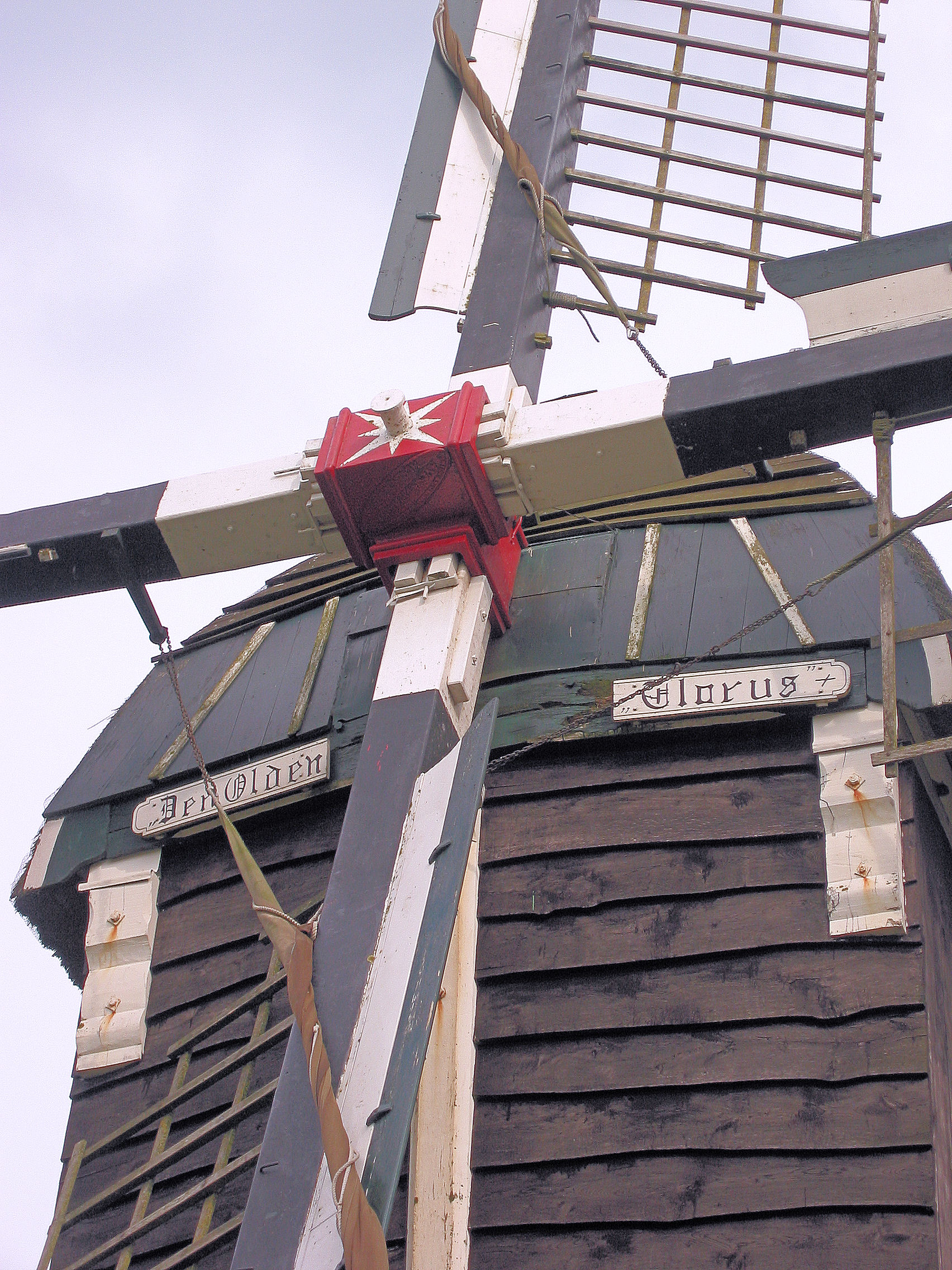
Askop
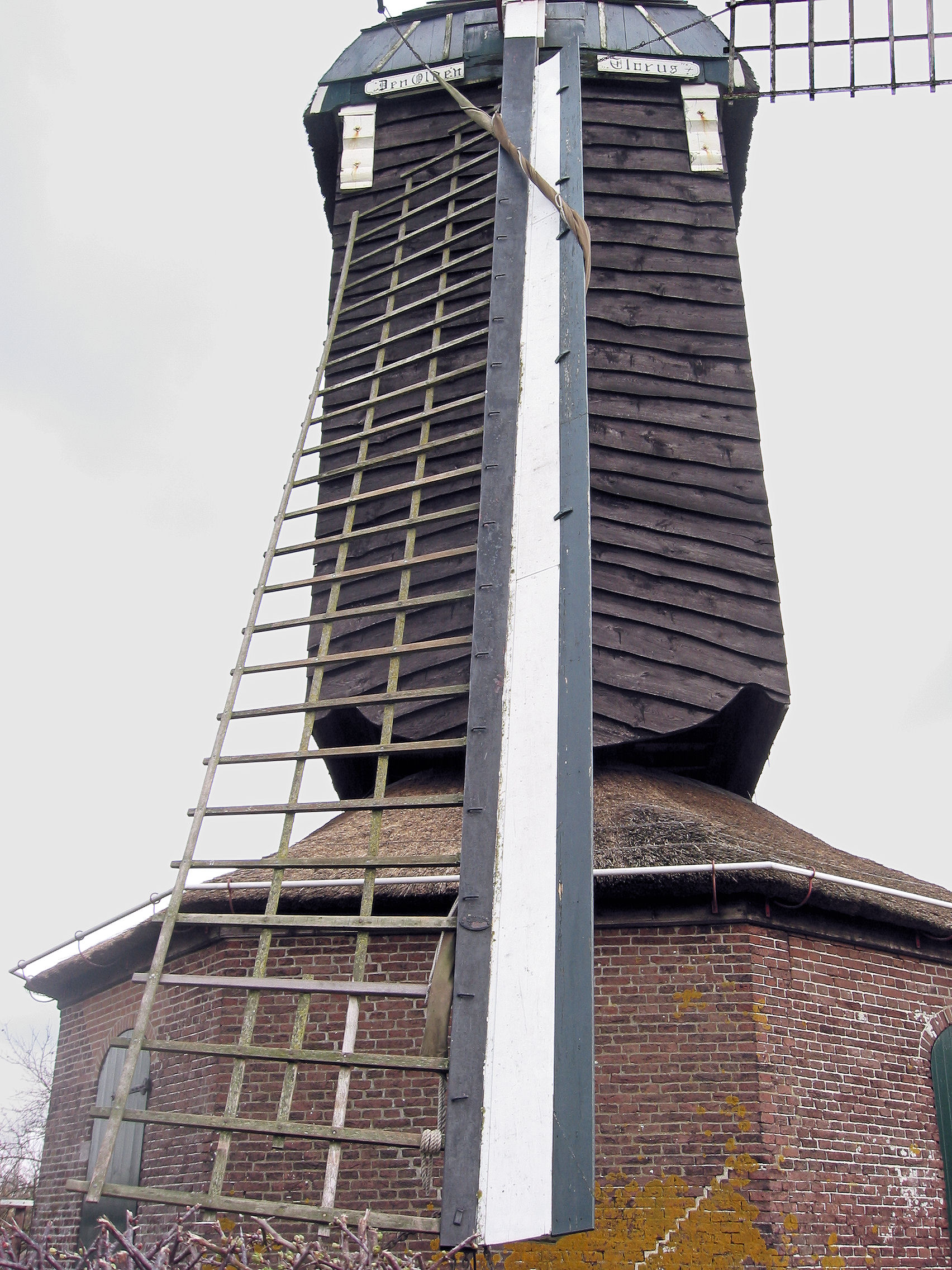
Wiek
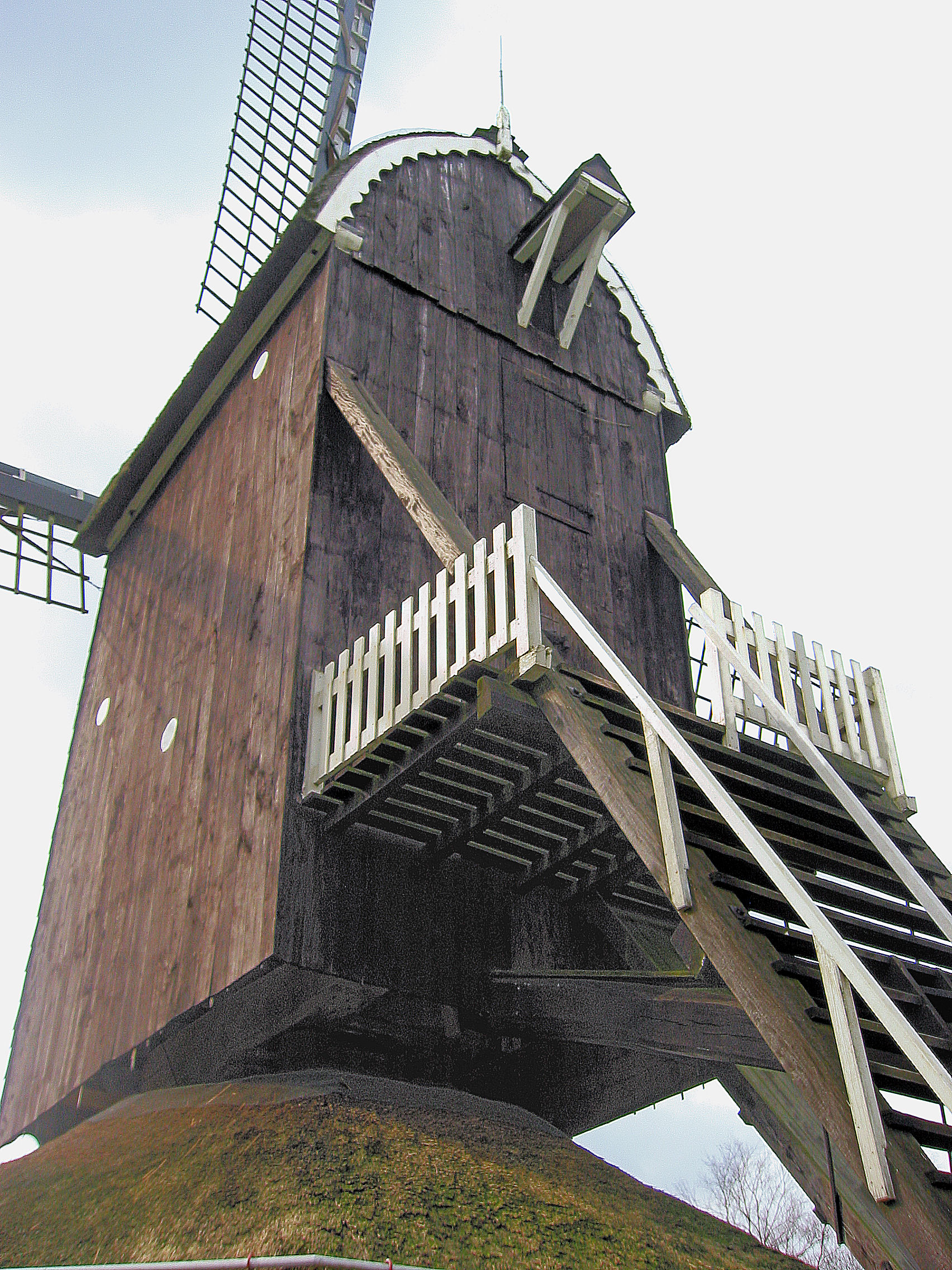
Kast en Bordes
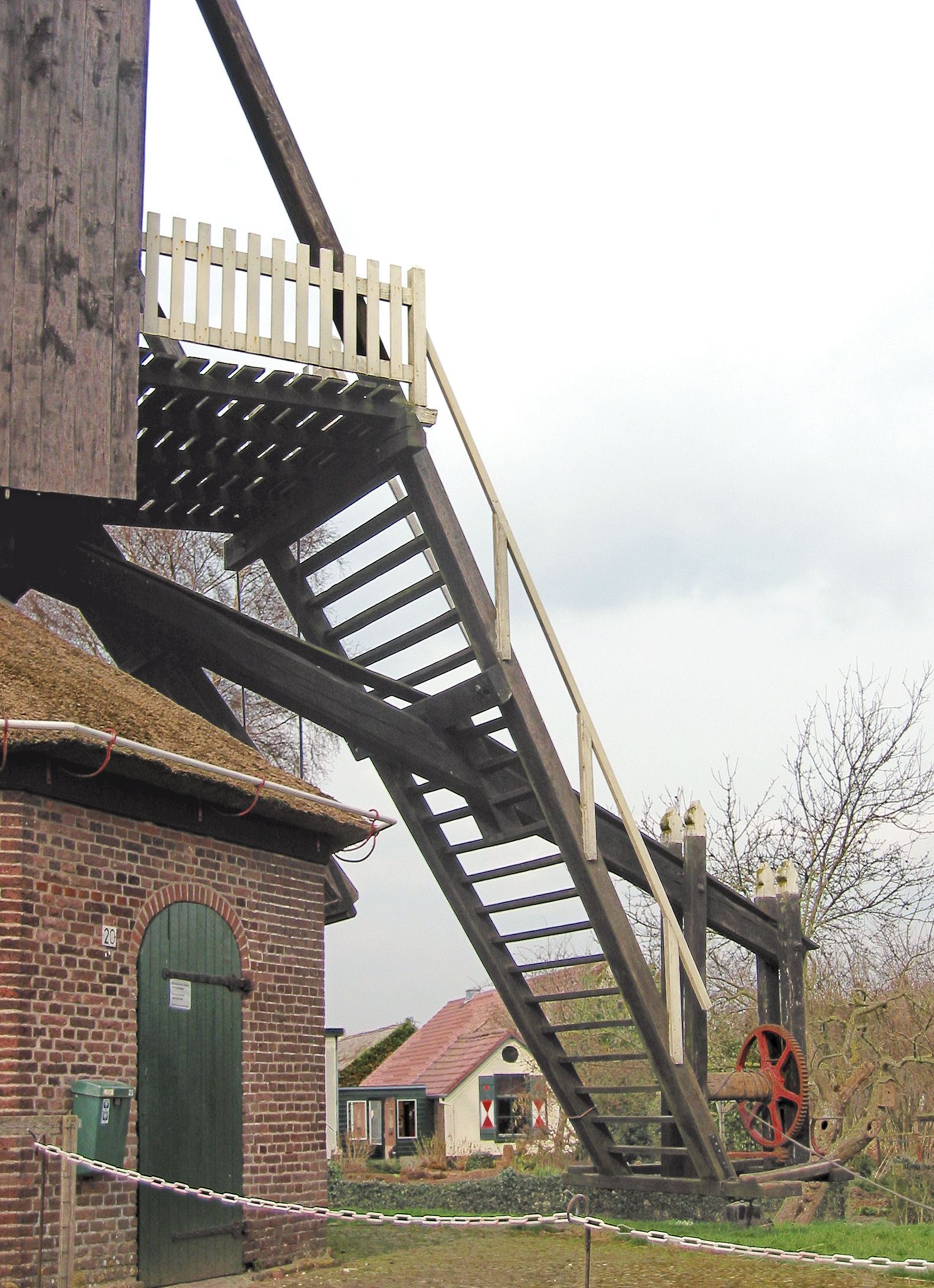
Staart
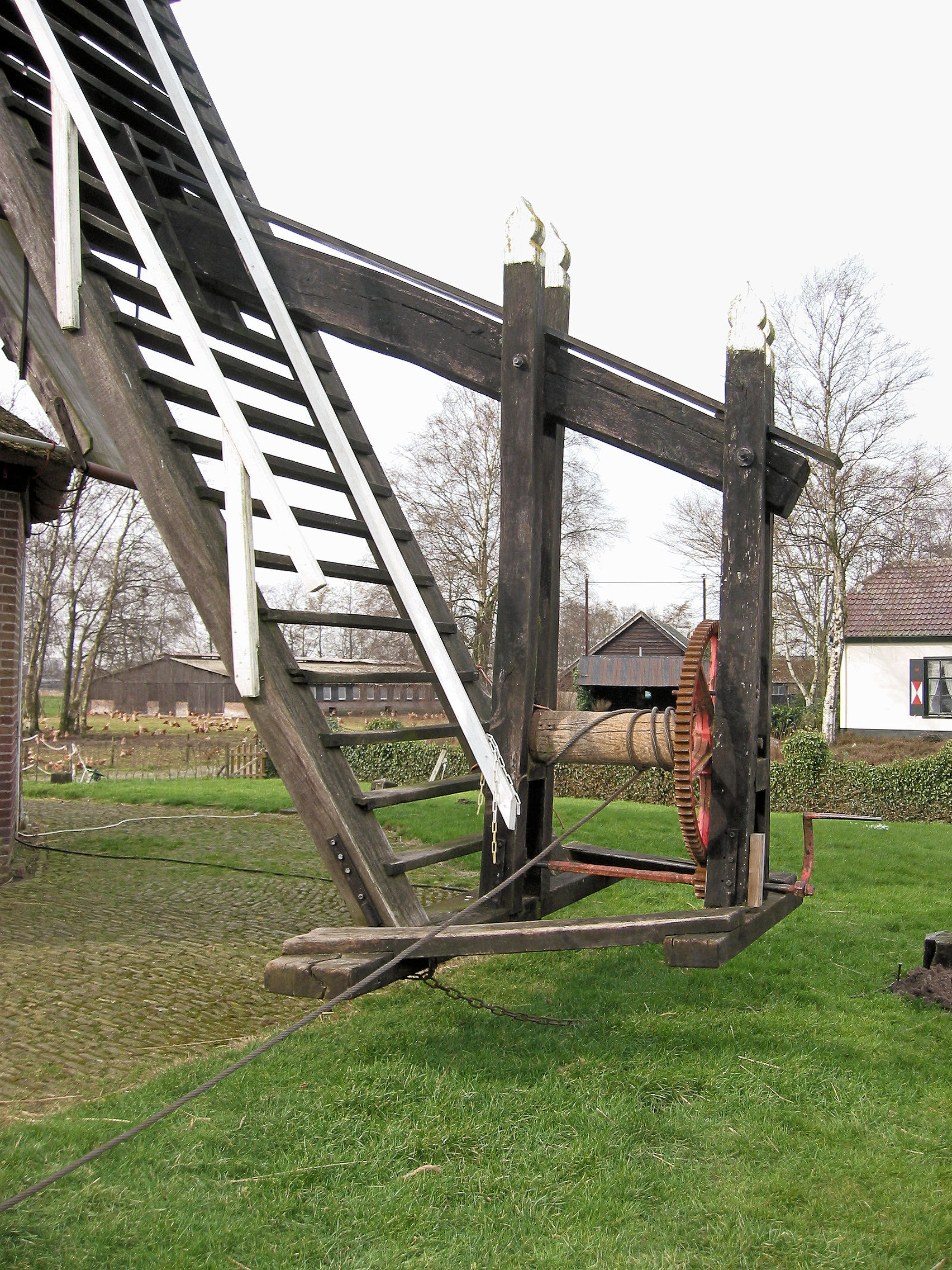
Kruibank
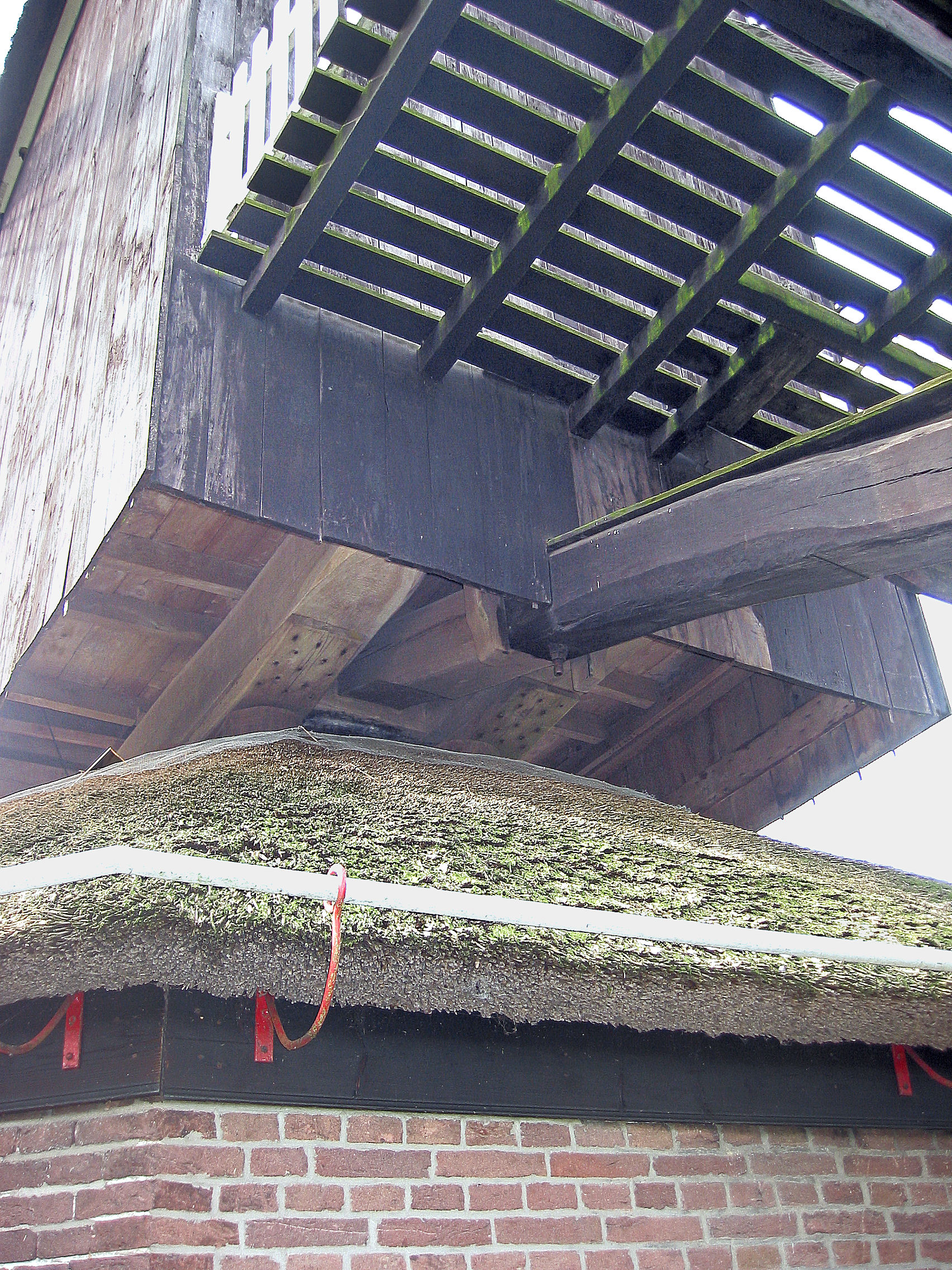
Zetel
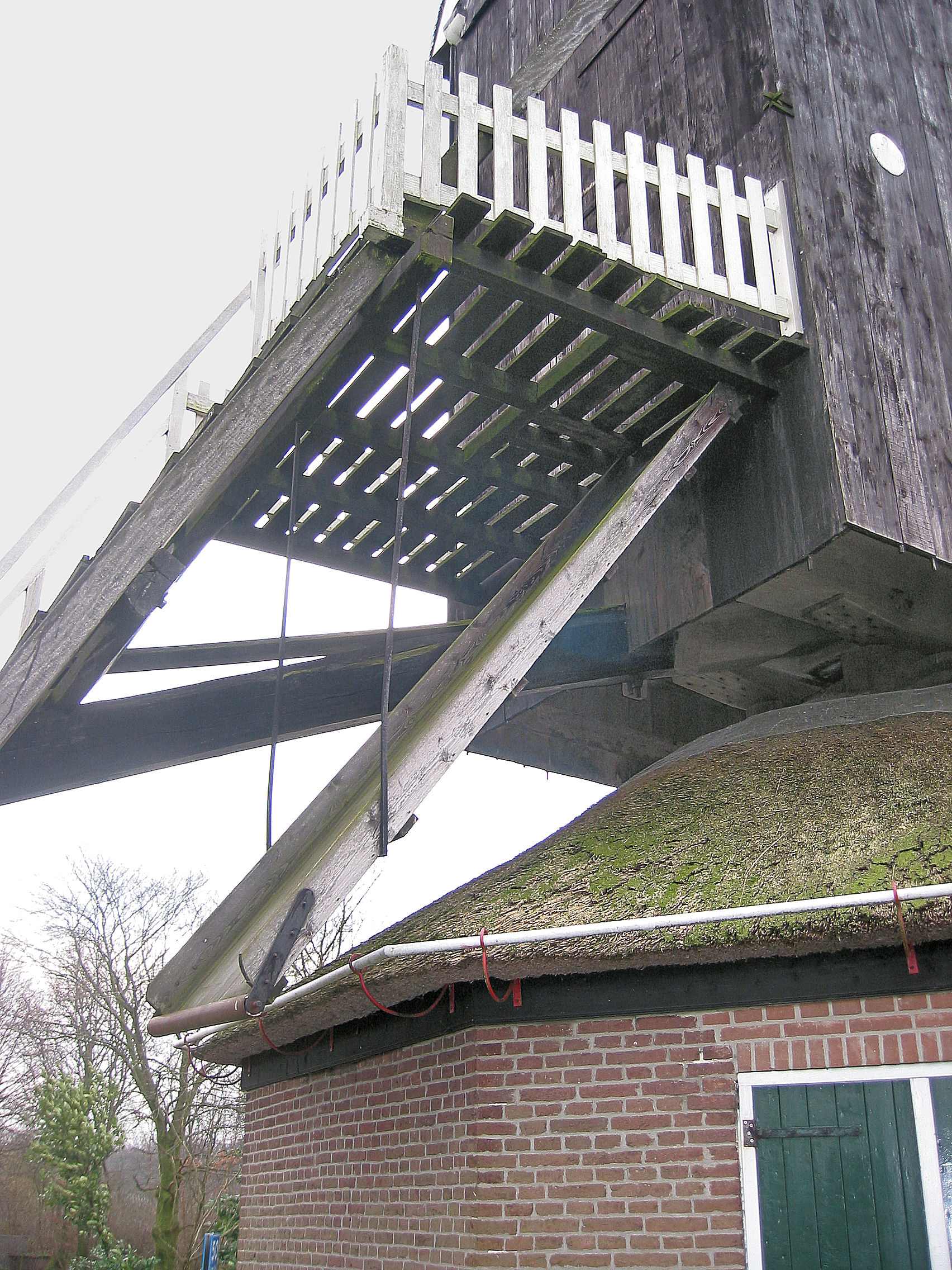
Zetel en glijgoot als deel afschietwerk
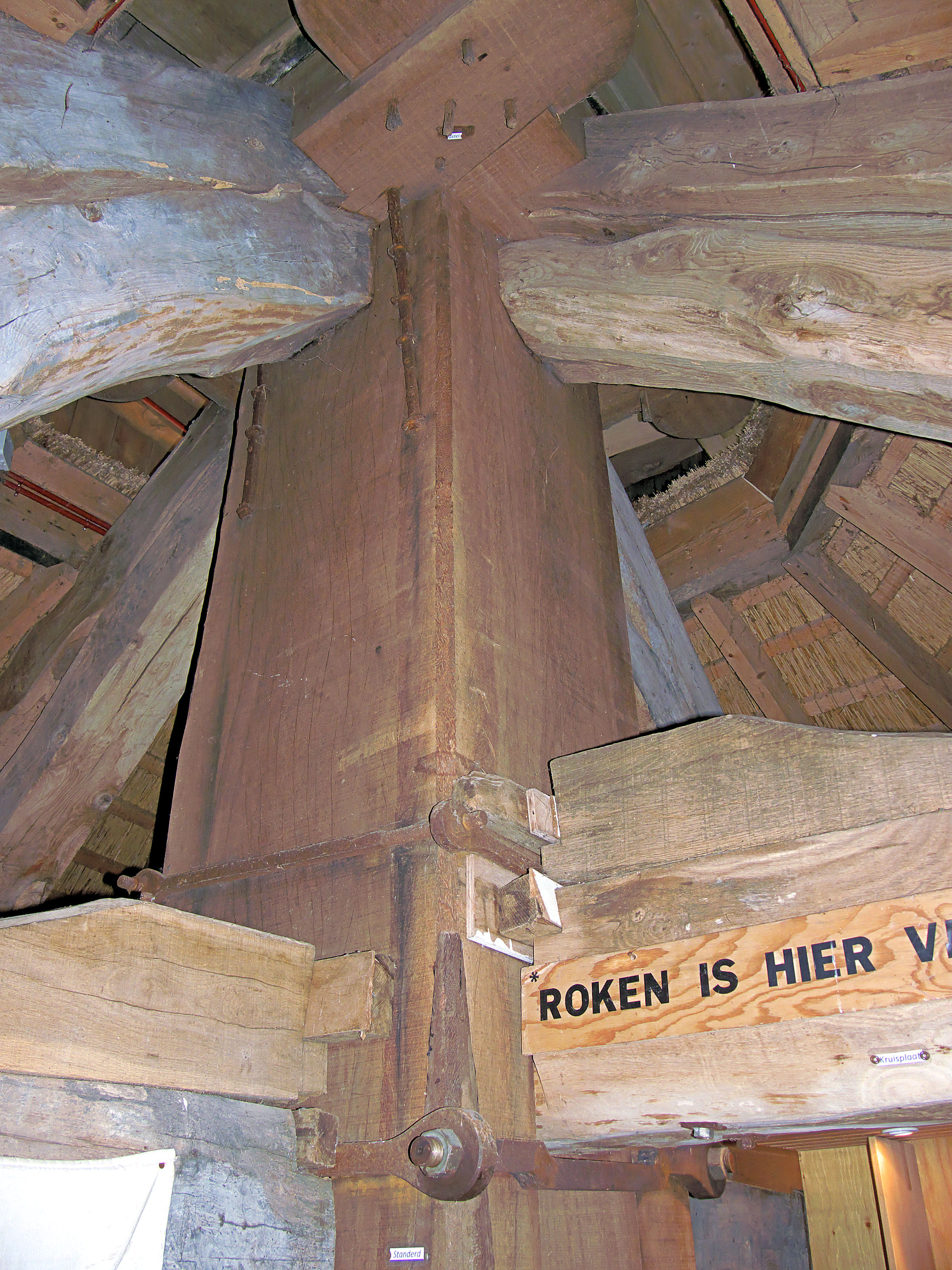
Standerd